# 제스 오수나
제스 오수나(Jess Osuna, 1933년 5월 28일 ~ 2011년 4월 2일)는 미국의 배우, 텔레비전 배우이다.
오클랜드에서 태어났으며 그리니치빌리지에서 사망하였다.

## 영화
- 퍼 (2006년)
- 살인의 그늘 (1992년)
- 굿바이 마이 다링 (1983년)
- 크레이머 대 크레이머 (1979년) - 애커맨 역
- 모두가 대통령의 사람들 (1976년)
- 콘돌 (1975년)
- 감마선은 금잔화에 어떤 영향을 끼쳤나? (1972년)
- 뉴 리프 (1971년)
- 일망타진 (1968년)